# Porterville (Texas)
Porterville è una città fantasma nella contea di Loving in Texas, negli Stati Uniti.

## Storia
La città di Porterville deve il suo nome al suo fondatore, il fisico Phil Porter, che nel 1905 si trasferì dal Michigan nel Texas, credendo negli effetti benefici dell'ambiente del deserto. Nei primi anni del XX secolo la cittadina crebbe soprattutto nel settore agricolo; tuttavia il fiume Pecos non era abbastanza grande per soddisfare le esigenze dei contadini e ben presto la popolazione iniziò a calare. La scoperta di una fonte di petrolio e la conseguente fondazione della vicina città di Mentone negli anni 30 fecero crollare definitivamente la popolazione locale.